# Geschichte der Logik
Die Geschichte der Logik behandelt die Entstehung und Entwicklung der Logik und aller ihrer Teildisziplinen.
In verschiedenen Erdteilen haben sich verschiedene Traditionen der Logik herausgebildet. Die europäisch-westliche Logik hat ihren Anfang im antiken Griechenland und kann in zwei Strömungen unterteilt werden: die Tradition der aristotelisch-scholastischen Logik und die der modernen oder mathematischen Logik ab 1847. Daneben gibt es die Traditionen der indischen und tibetischen, der chinesischen, der japanischen und der islamischen Logik.

## Antike Logik

### Vorläufer
Zu den Vorläufern der antiken Logik gehören die Vorsokratiker (6. und 5. Jahrhundert v. Chr.), die Sophisten (ab dem 5. Jahrhundert v. Chr.) und Platon (4. Jahrhundert v. Chr.). Die Sophisten lehrten, meist gegen Bezahlung, zum Beispiel wie man vor Volksversammlungen oder vor Gericht Reden halten und Gesprächspartner oder Zuhörer überreden konnte. Dazu unterrichteten sie Rhetorik, einzelne logische Kunstgriffe und manchmal auch, wie man Trugschlüsse anwenden konnte.
Platon hat zwar kein logisches System und nicht einmal eine logische Schrift hinterlassen, in seinen Dialogen findet man aber bereits zahlreiche Stellen, die Themen der Logik behandeln und starken Einfluss auf den Begründer der Logik, seinen Schüler Aristoteles, gehabt haben. Die Beschäftigung Platons mit der Ordnung und den Gesetzen des Denkens ist wohl als Antwort auf die von ihm abgelehnte, willkürliche, oft mutwillig in die Irre führende Begriffs- und Argumentationsakrobatik der Sophisten zu sehen. Die wichtigste logische Entdeckung Platons war wohl die Begriffseinteilung (diairesis). Es handelt sich dabei um eine Methode, die es möglich macht, einen gesuchten Begriff zu definieren, indem sie niedrigere unter höhere Begriffe subsumiert. Außer der Dihairesis haben auch die ständigen Übungsgespräche der Lehrer und Schüler der platonischen Akademie die weitere Geschichte der Logik beeinflusst. Bei der ersten logischen Schrift des jungen Aristoteles, der Topik, handelt es sich nämlich um die Ausformulierung eines Regelwerks des korrekten Argumentierens.
Abgesehen vom logischen Vokabular, das Platon zur Methode der Dihairesis benutzt (zum Beispiel Definition, Unterschied (bei Aristoteles dann spezifischer Unterschied), Gattung, Art), ist erwähnenswert, dass sich bereits eine Bestimmung der Aussage und der wahren oder falschen Aussage findet. Platon unterscheidet (im Dialog Sophistes 261c) eine wahre Begriffsverbindung aus einem Haupt- und einem Zeitwort, „Theaitetos sitzt“, von einer falschen, „Theaitetos fliegt“.
| - Organon (altgri., dt. „Werkzeug“) (dt. Übersetzung von Julius von Kirchmann) - Kategorien (altgri.: Kategoriai, lat.: Categoriae) (altgri.) - Lehre vom Satz (altgri.: Peri hermeneias, lat.: De interpretatione) (altgri.) - Erste Analytik (altgri.: Analytikon proteron, lat.: Analytica priora) (altgri.) - Zweite Analytik (altgri.: Analytikon hysteron, lat.: Analytica posteriora) (altgri.) - Topik (altgri.: Topikon bzw. Topoi, lat.: Topica) (altgri.) - Sophistische Widerlegungen (altgri.: Peri sophistikon elenchon, lat.: De sophisticis elenchis) (altgri.) |

### Die aristotelische Begriffslogik
Ein erstes System der Logik findet man dann bei Aristoteles (384–322 v. Chr.), der nicht nur als Begründer der Logik gilt, sondern auch von unvergleichbarer Bedeutung für die weitere Geschichte der Logik und ihre Entwicklung war. Sein logisches Werk Organon (Werkzeug) besteht aus sechs Einzelschriften, in denen alle wesentlichen Teile der Logik behandelt werden: der „Begriff“ (Kategorien), die aus Begriffen bestehende „Aussage“ (De Interpretatione) und der aus Aussagen bestehende „Schluss“ (Analytica priora und Analytica posteriora). Weiter wird die Praxis des Schlussfolgerns behandelt (Topik und Sophistische Widerlegungen), außer im Organon kommen auch im vierten Buch der Metaphysik logische Probleme zur Sprache.
Die aristotelische Logik ist ein logisches System, in dem Begriffe zueinander in Beziehung gesetzt werden. Es handelt sich also nicht um eine Aussagenlogik, sondern um eine Term- oder Begriffslogik. In der unmittelbaren Nachgeschichte geriet Aristoteles’ Logik schnell in Vergessenheit, bis in die Spätantike dominierte die stoische Aussagenlogik. Erst im Mittelalter beginnt sie zu dominieren und die Entwicklung der Logik entscheidend zu beeinflussen.

#### Kategorien
In der Schrift Kategorien werden die „Wörter“ in zehn Arten (die Kategorien) unterteilt. Diese zehn Wortarten (Sokrates bezeichnet einen bestimmten Menschen, Mensch ist ein Allgemeinbegriff, weiß ist eine Eigenschaft usw.) unterscheiden sich so, dass sich jede Wortart mit manchen der anderen Wortarten zu einem „Satz“ verbinden lässt. Ein Satz besteht mindestens aus zwei Wörtern (Der Mensch läuft; Sokrates ist ein Mensch). Im Gegensatz zu Wörtern sind Sätze entweder bejahend oder verneinend. Jede Bejahung und jede Verneinung ist entweder wahr oder falsch, Sätze haben also einen „Wahrheitswert“. Weiter gibt es vier verschiedene Arten von Dingen, von denen eine Art immer nur als Subjekt eines Satzes, nie als Prädikat eines Satzes fungieren kann (Dinge, die bestimmte Individuen sind, wie z. B. „Sokrates“). Andere sowohl als Subjekt, wie auch als Prädikat eines Satzes (z. B. „Mensch“ als Subjekt: „Der Mensch ist ein Lebewesen“ und als Prädikat: „Sokrates ist ein Mensch“").

#### De Interpretatione
Wesentlicher Inhalt von De Interpretatione ist eine Analyse der logischen Aussage. Im Rahmen dieser Analyse bezeichnet Aristoteles die Bejahung (S=P) und die Verneinung (S≠P) derselben Begriffe als Kontradiktion. Der Satz vom Widerspruch (S kann nicht P und gleichzeitig nicht P sein) gilt seitdem als grundlegendes logisches Gesetz. Weiter wird eingeführt, was man heute als Quantor bezeichnet: vor Allgemeinbegriffe kann man folgende Quantoren setzen „jeder Mensch ist ein Sinnenwesen“, „kein Mensch ist eine Schildkröte“, „nicht jeder Mensch heißt Sokrates“ bzw. „manche Menschen heißen Sokrates“. Zwischen den Aussagen „jeder Mensch ist weiß“ und „nicht jeder Mensch ist weiß“ besteht – genau eine der beiden ist richtig – ein kontradiktorischer Gegensatz; zwischen den Aussagen „jeder Mensch ist weiß“ und „kein Mensch ist weiß“ besteht – beide sind falsch – eine zweite Art von Gegensatz, der konträre Gegensatz. Ein zweites logisches Gesetz, der Satz vom ausgeschlossenen Dritten taucht ebenfalls zuerst bei Aristoteles auf. So muss eine der zwei kontradiktorisch entgegengesetzten Aussagen S=P und S≠P wahr sein. Allerdings gilt dieses Gesetz im folgenden Fall nicht. Keine der beiden kontradiktorisch entgegengesetzten Aussagen „Morgen wird dieses Haus einstürzen“ und „Morgen wird dieses Haus nicht einstürzen“ kann man als wahr oder falsch bezeichnen. Für Aussagen, die Zukünftiges aussagen, könnte man – neben wahr und falsch – einen dritten Wahrheitswert einführen. Aristoteles hat damit die Mehrwertige Logik vorweggenommen. Auch das Verb ist wird bereits bei Aristoteles in seiner zweifachen Funktion thematisiert: erstens wird es Subjekten zugesprochen, um ihre Existenz auszusagen: „Sokrates ist“, zweitens dient es als Verbindung (heute Kopula genannt) zwischen Subjekt und Prädikat einer Aussage: „Sokrates ist ein Mensch“. Weiter werden Privationen behandelt (Nichtmensch, ungerecht, ungerade) und verschiedene Arten von Prädikaten unterschieden: Prädikate wie weiß und gut kommen dem Subjekt Mensch akzidentiell zu; Prädikate wie zweifüßig und Lebewesen kommen dem Subjekt Mensch hingegen wesentlich zu, sie lassen sich zu einer Definition des Subjekts verbinden. Mit der Einführung der heute so genannten Modalbegriffe begründet Aristoteles auch die Modallogik. Modalbegriffe beziehen sich auf Aussagen: möglich (problematische Aussage: es ist möglich, dass S P ist) und notwendig (apodiktische Aussage: es ist notwendig so, dass S P ist).

#### Die Analytiken
| Megarische Logiker                           | Stoische Logiker                  |
| -------------------------------------------- | --------------------------------- |
| Eubulides (4. Jahrhundert v. Chr.)           | Zenon v. Kition († 264 v. Chr.)   |
| Diodoros Kronos (4./3. Jahrhundert v. Chr.)  | Chrysipp (3. Jahrhundert v. Chr.) |
| Philon v. Megara (4./3. Jahrhundert v. Chr.) | Chrysipp (3. Jahrhundert v. Chr.) |

Als logisches Hauptwerk, gelten die beiden umfangreichen Analytiken. Hier entwickelt Aristoteles die „Syllogistik“, seine Beweis- und Schlusslehre, die ein formales logisches System im modernen Sinn bildet. In einem Schluss wird aus zwei Aussagen (Prämissen) auf eine dritte Aussage (Konklusion) geschlossen. Diese drei Aussagen sind ihrerseits aus drei Begriffen (Subjekt – Prädikat – Mittelbegriff) zusammengesetzt. Ein Beispiel: aus den Prämissen Sokrates (Subjekt) ist ein Mensch (Mittelbegriff) und Alle Menschen (M) sind Lebewesen (Prädikat) folgt die Konklusion Sokrates (S) ist ein Lebewesen (P). Aristoteles unterscheidet drei Arten von Schlüssen (er nennt sie die drei Figuren), die heute Deduktion, Induktion und Abduktion genannt werden.

### Die megarisch-stoische Aussagenlogik
Abseits der aristotelischen Begriffslogik entwickelt sich zuerst in der megarischen, dann in der einflussreichen stoischen Philosophenschule die zweiwertige Aussagenlogik (4. und 3. Jahrhundert v. Chr.). Wobei erstens bemerkt werden muss, dass durchaus eine Begriffslogik dieser Schulen existiert haben wird, jedoch verloren gegangen ist und zweitens, dass schon Aristoteles Schüler Theophrast die Syllogistik um aussagenlogische Schlüsse erweitert hat. Wirkmächtig war zunächst nur die stoische Logik, die ihre Logik in Handbüchern verbreitete. Im Mittelalter wurde sie fast vollständig durch die aristotelisch-scholastische Logik verdrängt, um erst 1934 von Łukasiewicz quasi wiederentdeckt zu werden. Benson Mates und Michael Frede haben Monographien zur megarisch-stoischen Logik verfasst. Die Quellenlage ist schlecht, man ist v. a. auf Sextus Empiricus, Diogenes Laertios und Galen angewiesen.
| Autoren | Schriften zur Logik |
| --- | --- |
| Cicero († 43 v. Chr.) | - Topik (lat.: Topica) (lat.) (eng.) |
| Apuleius von Madaura († nach 170) | - Über die Aussage (gri.: Peri hermēneías, lat.: Peri hermeniae) (lat.) |
| Porphyrios († zwischen 301 und 305) | - Einführung (altgri.: Isagoge) (eng.) - Zu den Kategorien des Aristoteles in Frage und Antwort (altgri.: Eis tas Aristotélous katēgorías kata peúsin kai apókrisin) |
| Marius Victorinus († nach 363) | - Über die Definition (lat.: De diffinitione) |
| Pseudo-Augustinus 4. Jahrhundert | - Zehn Kategorien (lat.: Categoriae decem) (lat.) |
| Boethius († zwischen 524 und 526) | - Von der Einteilung (lat.: De divisione) - Über den kategorischen Syllogismus (lat.: De syllogismo categorico) - Einführung in die kategorischen Syllogismen (lat.: Introductio ad syllogismos categoricos) - Über hypothetische Syllogismen (lat.: De hypotheticis syllogismis) - Über die topischen Differenzen (lat.: De topicis differentiis) |
| Die Abschnitte über Logik in den Enzyklopädien von: - Martianus Capella (5. oder 6. Jahrhundert): Die Hochzeit der Philologie mit Merkur (lat.: De nuptiis Philologiae et Mercurii), - Cassiodor († 580): Institutionen (lat.: Institutiones) (lat.) und - Isidor von Sevilla († 636): Etymologien (lat.: Etymologiae) (lat.). | |
| Weiter verfassten verschiedene Autoren zahlreiche Kommentare zu logischen Schriften, so zum Beispiel Galen, Alexander von Aphrodisias, Porphyrios, Ammonios Hermeiou und Simplikios. | |

Eubulides formulierte als erster das Lügner-Paradox, Philon die älteste Wahrheitstafel. Ebenfalls von Philon stammt die Aussagenverknüpfung durch die Worte wenn und dann, die so genannte materiale Implikation (wenn A, dann B; in Worten: Wenn Stefan zur Party kommt, dann nimmt er Lukas mit). Weitere Aussagenverknüpfungen stammen von Chrysipp: die Konjunktion (A und B; in Worten: Stefan kommt und Lukas kommt), die ausschließende Disjunktion (entweder A oder B; in Worten: Entweder heirate ich dich oder ich heirate Judith). Für die Stoiker ist auch die einschließende Alternative (mindestens A oder B) überliefert. Diodoros Kronos, Philon und Chrysipp lieferten auch Beiträge zur Modallogik. Die Stoiker entwickelten eine Axiomatisierung ihrer Aussagenlogik.

### Kommentare und Materialsammlungen
Die lateinische Tradition der Logik beginnt mit Cicero (1. Jahrhundert v. Chr.) und seinen Übersetzungen ins Lateinische. Auf Apuleius (2. Jahrhundert) gehen ebenfalls zahlreiche lateinische Termini und das graphische Schema des logischen Quadrats zurück.
Aus der Übergangszeit von der Antike bis zum Frühmittelalter sind keine wesentlichen logischen Texte überliefert, man beschäftigte sich aber mit Materialsammlungen und Kommentaren der Logik Platons, Aristoteles und der Stoiker. Zu nennen sind Galen (2. Jahrhundert), Alexander von Aphrodisias (2./3. Jahrhundert) und Porphyrios (3. Jahrhundert) mit seinem porphyrianischen Baum. Von Diogenes Laertios ist ein umfangreiches Werk über die Geschichte der Philosophie und damit auch der Logik überliefert.
Einflussreich war Boethius (5./6. Jahrhundert), der nicht nur ältere Texte übersetzte, sondern sich auch eigenständig mit Logik beschäftigte. Weiter zu nennen sind Isidor (5./6. Jahrhundert) und Cassiodor (6. Jahrhundert).

## Mittelalter
| Autoren                                                                                           | Schriften |
| ------------------------------------------------------------------------------------------------- | --- |
| Alkuin († 804)                                                                                    | - Logik (lat.: Dialectica) |
| Theodulf von Orléans († 821)                                                                      | - König Karls Werk gegen die Synode (lat.: Opus Caroli Regis contra Synodum), hier: Kapitel IV, 23                                                             |
| Schüler Alkuins (8./9. Jahrhundert)                                                               | - lat.: Dicta Albini de imagine Dei - lat.: Dicta Candidi de imagine Dei                                                                                       |
| Johannes Scottus Eriugena (9. Jahrhundert)                                                        | - Über die göttliche Vorherbestimmung (lat.: De divina praedestinatione) - Über Naturen (gri.: Periphyseon, lat.: De divisione naturae) (lat.)                 |
| Silvester II. († 1003)                                                                            | - Über Vernünftiges und Vernunftgebrauch (lat.: De rationale et ratione uti)                                                                                   |
| Abbo von Fleury († 1004)                                                                          | - Über hypothetische Syllogismen (lat.: De syllogismis hypotheticis) - Über kategorische Syllogismen (lat.: De syllogismis cathegoricis)                       |
| Notker III. († 1022)                                                                              | - Über Syllogismen (lat.: Quid sit syllogismus) - kleinere Schriften (alle lat.): Incipit de partibus logice, Quis sit dialecticus, De difinitione philosophie |
| Anselm von Canterbury († 1109)                                                                    | - Über den Grammatiker (lat.: De Grammatico) |
| Weiter verfassten verschiedene Autoren zahlreiche Glossare und Kommentare zu logischen Schriften. | |

| Autoren | Schriften |
| --- | --- |
| Gerlandus von Besançon (12. Jahrhundert)                                                                           | - Logik (lat.: Dialectica) |
| Petrus Abaelardus († 1142)                                                                                         | - Logik „ingredientibus“ (lat.: Logica „ingredientibus“) - Logik (lat.: Dialectica) - kleinere Schriften: Einführende Logik (lat.: Introductiones parvulorum), lat.: Logica „nostrorum petitioni sociorum“, lat.: Tractatus de intellectibus, lat.: Sententiae secundum Magistrum Petrum |
| Unbekannter Verfasser (12. Jahrhundert)                                                                            | - lat.: Ars Meliduna |
| Robert Kilwardby († 1279)                                                                                          | |
| Albertus Magnus († 1280)                                                                                           | |
| Lambert von Auxerre (13. Jahrhundert)                                                                              | - lat.: Summa Lamberti |
| Johannes Duns Scotus († 1308)                                                                                      | - lat.: Parva logicalia |
| Raimundus Lullus († 1316)                                                                                          | - lat.: Ars magna |
| William of Sherwood († zwischen 1266 und 1272)                                                                     | - lat.: Introductiones in Logicam |
| Petrus Hispanus (13. Jahrhundert)                                                                                  | - lat.: Summulae Logicales |
| Wilhelm von Ockham († 1347)                                                                                        | - lat.: Summa Logicae |
| Johannes Buridan († kurz nach 1358)                                                                                | - lat.: Summula de Dialectica - lat.: Consequentiae - lat.: Sophismata |
| Walter Burley († nach 1344)                                                                                        | - lat.: De Puritate Artis Logicae |
| Radulphus Strodus (14. Jahrhundert)                                                                                | - lat.: Consequentiae - lat.: Obligationes |
| Albert von Sachsen (14. Jahrhundert)                                                                               | - lat.: Summa Logicae - lat.: Perutilis Logica |
| Paulus Venetus († 1429)                                                                                            | - lat.: Logica Magna |
| Petrus Tartaretus († um 1522)                                                                                      | - lat.: Expositio in Summulas Petri Hispani |
| Stephanus de Monte (15. Jahrhundert)                                                                               | - lat.: Ars Sophistica |
| Vinzenz Ferrer († 1419)                                                                                            | - lat.: Tractatus de suppositionibus |
| Petrus Ramus († 1572)                                                                                              | - lat.: Animadversiones Aristotelicae |
| Weiter verfassten verschiedene Autoren zahlreiche Lehrbücher sowie Kommentare und Glossare zu logischen Schriften. | |

Auch das Mittelalter bildet eine wichtige Epoche für die Geschichte der Logik. Sie war stark beeinflusst durch die – u. a. über Vermittlung der arabischen Logik bekannte – Logik des Aristoteles. Im mittelalterlichen Universitätsbetrieb hatte die Logik als eine der septem artes liberales ihren Platz in der sogenannten „Artistenfakultät“ (facultas artium). Das Studium der artes war Voraussetzung für das Studium an allen anderen Fakultäten. Im Frühmittelalter (etwa vor 1100) orientierte man sich zunächst an den enzyklopädischen Werken der Spätantike (von Cassiodor, Isidor, Martianus Capella). Seit dem 12. Jh. umfasste der Unterrichtsstoff der Logik dann drei separate Textkorpora:
- logica vetus: Als „alte Logik“ wird die Sammlung antiker Werke über Logik bezeichnet, die die mittelalterlichen Logiker bis ca. 1150 verwendeten. Zum Corpus der logica vetus gehörten mindestens die lateinischen Übersetzungen der drei folgenden Schriften: die Isagoge von Porphyrios sowie die Kategorien und De Interpretatione von Aristoteles. Im Lauf des 11. Jahrhunderts kamen drei Werke von Boethius dazu: Über den kategorischen Syllogismus, Über hypothetische Syllogismen und Über die topischen Differenzen. Eher lose gehörten zum Corpus der logica vetus auch De diffinitione von Marius Victorinus und Topika von Cicero.
- logica nova: Die „neue Logik“ basierte auch auf den nun verfügbaren aristotelischen Schriften Analytica priora, Analytica posteriora, der Topik den Sophistischen Widerlegungen.
- logica moderna: Im Zuge der mittelalterlichen Logik kam es auch zu originären mittelalterlichen Logiken. In diesen Eigenschöpfungen abseits der antiken Vorlagen wurde eine ganze Reihe von neuen Problemstellungen aus den Bereichen Logik und Semantik entwickelt und in voneinander unabhängigen Traktaten diskutiert.

Einige der spezifisch mittelalterlichen logischen Themen:
- Die Unterscheidung von synkategorematischen und kategorematischen Ausdrücken: Sog. synkategorematische Ausdrücke (jeder) bedeuten für sich allein gar nichts, können allerdings zu kategorematischen Ausdrücken (Mensch) hinzugefügt werden und so ihre Funktion ausüben (jeder Mensch). Die kategorematischen Ausdrücke sind in der Regel die Nomen und Verben.
- Weder der antiken noch der modernen Logik ist die Lehre von der Supposition bekannt: termini (Allgemeinbegriffe wie Lebewesen) können auf verschiedene Arten in Sätzen verwendet werden. Einige Arten der Supposition:
  - suppositio materialis: In Mensch hat 6 Buchstaben steht Mensch für das Wort Mensch.
  - suppositio personalis: In Der Ball wurde ins Tor geschossen steht Ball für einen bestimmten Ball, für ein Einzelding.
  - suppositio simplex: In Der Baum ist eine Pflanze steht Baum für den Begriff Baum, der unter andere Begriffe wie Pflanze fällt.

Die mittelalterliche Logik wurde im Wesentlichen von der theologisch geprägten scholastischen Philosophie getragen. Man kann also von einer „scholastischen Logik“ sprechen, die übrigens – wie die Scholastik selbst – auch in der Neuzeit fortdauert.

## Neuzeit
Als Folge der Erfindung des Buchdrucks, tauchten im 16. Jahrhundert erste Logikbücher auf, die nicht in Latein verfasst waren. Das erste heute bekannte Logikbuch auf Deutsch stammt aus dem Jahr 1534, das erste auf Italienisch aus 1547, das erste englische aus 1551 und das erste französische aus 1555. An den Universitäten dominierte in Europa bis etwa 1700 allerdings weiterhin Latein, obwohl es keine lateinischen Muttersprachler gab.

### Die „traditionelle Logik“
Im 17. Jahrhundert entwickelt sich eine Art von formaler Logik, die noch heute geläufig und unter dem Namen „traditionelle Logik“ bekannt ist. Als stellvertretende unter den frühen Schriften dieser Strömung können das einflussreiche Handbuch Logik von Port-Royal und die Logica Hamburgensis genannt werden. In dieser frühen klassischen Logik entwickelte sich auch ein (nichtformallogischer) Strang, der bei Kant seinen Höhepunkt erreichte: Man begann danach zu fragen, wie das erkennende Subjekt überhaupt zu Begriffen, Aussagen und Schlüssen kommt – also nach den erkenntnistheoretischen Voraussetzungen und Implikationen von Logik.

### Die frühe Neuzeit und nichtformale Logiken
Generell lässt sich für die frühere neuzeitliche Philosophie ein gewisses Desinteresse für formale Logik diagnostizieren (bei Descartes, Spinoza, Locke, Hume, Kant, Hegel usw.). Man beschränkte sich auf die Weitervermittlung von Lehrbuchwissen; und so verwundert es auch nicht, dass bedeutende Philosophen wie Kant und Hegel den Begriff „Logik“ in heute missverständlicher Weise auch für die gewollt nichtformalen Teile ihrer Systeme – die transzendentale (Kant) und die dialektische Logik (Hegel) – verwendeten. Trotz anderslautender Ansichten hatte Kant allerdings nichts gegen formale (er sagt „allgemeine“) Logik einzuwenden; er geht mit seiner transzendentalen Logik lediglich über diese hinaus. Die überlieferte – und von ihm auch unterrichtete – formale Logik seiner Zeit floss zudem an vielen Stellen in seine Kritik der reinen Vernunft ein.

### Leibniz
Bedeutende Leistungen auf dem Gebiet der formalen Logik in der früheren Neuzeit erbrachte Gottfried Wilhelm Leibniz. Er hatte zwar Nachfolger (u. a. Jakob I Bernoulli, Gottfried Ploucquet, Johann Heinrich Lambert, Bernard Bolzano), da jedoch die meisten seiner logischen Schriften erst lange nach seinem Tod veröffentlicht wurden, blieb er vorerst ohne großen Einfluss auf die Geschichte der Logik. Zu erwähnen ist v. a. sein früher Versuch, die Logik mittels einer eigens konstruierten logischen Sprache weiterzubringen, in der statt wirklicher Begriffe und Aussagen Variablen verwendet werden.

### Die Formalisierung der Logik
Erst Mitte des neunzehnten Jahrhunderts findet die formale Logik wieder breitere Beachtung, zunächst vor allem in England. Richtungsweisend ist hier George Boole mit dem kürzeren Traktat „The Mathematical Analysis of Logic“ (1847) und seinem späteren Hauptwerk „Laws of Thought“ (1854). Booles Idee ist es, Logik als einen mathematischen Kalkül aufzufassen, der auf die Werte 1 und 0 (wahr und falsch) beschränkt ist. Auf Klassensymbolen können so algebraische Operationen wie Addition, Multiplikation usw. ausgeführt werden. Auf diese Weise entwickelt Boole ein vollständiges System der einstelligen Prädikatenlogik, welches die Syllogistik als Subsystem enthält. Zeitgleich mit Boole veröffentlicht Augustus De Morgan sein Werk „Formal Logic“ 1847. De Morgan interessiert sich hier u. a. für eine Verallgemeinerung der Syllogistik auf Aussagen der Form „Die meisten A sind B“. Ein weiterer Logiker in England ist John Venn, der sein Buch „Symbolic Logic“ mit den berühmten Venn-Diagrammen 1881 veröffentlicht. An der logischen Forschung ist in Deutschland Ernst Schröder beteiligt.
Der eigentliche Durchbruch zur modernen Logik gelingt jedoch Gottlob Frege, der als einer der bedeutendsten Logiker der Zeit der Formalisierung der Logik angesehen werden muss. In seiner Begriffsschrift (1879) stellt er zum ersten Mal eine volle Prädikatenlogik zweiter Stufe vor. Außerdem entwickelt er hier die Idee einer formalen Sprache und darauf aufbauend die Idee des formalen Beweises, in dem nach Freges Worten nichts „dem Errathen überlassen“ bleibt. (→Klassische Logik) Gerade diese Ideen bilden eine ganz wesentliche theoretische Grundlage für die Entwicklung der modernen Computertechnik und Informatik. Freges Werk wird allerdings von seinen Zeitgenossen zunächst kaum wahrgenommen; dies mag u. a. an seiner sehr schwer zu lesenden logischen Notation liegen. In den beiden 1893 und 1903 erschienenen Bänden der „Grundgesetze der Arithmetik“ versucht Frege, die gesamte Mathematik in einer Art Mengentheorie zu axiomatisieren. Dieses System enthält jedoch einen Widerspruch (die sogenannte Russellsche Antinomie), wie Frege in einem berühmt gewordenen Brief von Bertrand Russell aus dem Jahr 1902 erfahren muss.
Unabhängig von Frege entwickelte in Amerika Charles Sanders Peirce gemeinsam mit seinem Studenten O.H. Mitchell die vollständige Syntax für eine Quantorenlogik, die sich nur in wenigen Zeichen von der späteren Russell-Whitehead-Syntax (1910) unterschied und vier Jahre nach Freges Begriffsschrift veröffentlicht wurde. Darüber hinaus erfand Peirce mit den existentiellen Graphen (engl. existential graphs), eine graphische Schreibweise für die Aussagenlogik (Alphagraphen), Prädikatenlogik erster Stufe (Betagraphen) und für die Prädikatenlogik höherer Stufe sowie für Modallogik (Gammagraphen). Auch Peirce hatte maßgeblichen Einfluss auf die weitere Entwicklung der Logik. Ernst Schröder verwendete Peirces Schriften um seinen eigenen Logikkalkül zu entwickeln und über Schröder hatte Peirce auch Einfluss auf die „Principia Mathematica“ von Russell und Whitehead. Aufgrund eines Skandals verlor Peirce 1884 seine Anstellung an der Johns-Hopkins-Universität und arbeitete von da an als Privatgelehrter. Aufgrund dieses Ausschlusses aus der akademischen Welt wurde sein extrem umfangreiches Werk (ca. 50.000 digitalisierte Manuskriptseiten) erst allmählich bekannt und ist bis heute nicht vollständig erschlossen. (→Schriften von Charles Sanders Peirce) Bertrand Russell und Karl-Otto Apel bezeichneten ihn als den „größten amerikanischen Denker“, Karl Popper betrachtete Peirce sogar als „einen der größten Philosophen aller Zeiten“.
Russell selbst bleibt es vorbehalten, zusammen mit Alfred North Whitehead in den Principia Mathematica (1910) die erste widerspruchsfreie mengentheoretische Grundlegung der Mathematik vorzulegen. Die Autoren würdigen Frege im Vorwort, ihm verdankten sie das meiste in „logisch-analytischen Fragen“. Im Gegensatz zu Freges Werk werden die Principia Mathematica ein durchschlagender Erfolg. Einen Grund hierfür kann man u. a. in der von Russell/Whitehead verwendeten Notation sehen, die zu weiten Teilen heute noch üblich ist. Anstöße zu dieser Notation lieferte Giuseppe Peano, ein weiterer bedeutender Logiker des ausgehenden 19. Jahrhunderts, den Russell im Jahre 1900 bei einem Kongress kennenlernte. Neben seinen Gedanken zur logischen Notation ist Peano vor allem für seine Axiomatisierung der Zahlentheorie (die sogenannten Peano-Axiome) bekannt.

### Moderne
| Autoren                                     | Schriften zur Logik                                                                           |
| ------------------------------------------- | --------------------------------------------------------------------------------------------- |
| Jesuiten der Universität Coimbra            | lat.: Commentarii Conimbricensis in Dialecticam Aristotelis, 1606                             |
| Joachim Jungius                             | Logica Hamburgensis, 1638                                                                     |
| Antoine Arnauld und Pierre Nicole           | Logik von Port-Royal, 1662 (franz., engl.)                                                    |
| Gottfried Wilhelm Leibniz                   | posthum veröffentlichte Manuskripte ab dem Jahr 1679                                          |
| Georg Wilhelm Friedrich Hegel               | Wissenschaft der Logik, 1832                                                                  |
| George Boole                                | The Mathematical Analysis of Logic, 1847; Laws of Thought, 1854                               |
| Augustus De Morgan                          | Formal Logic, 1847                                                                            |
| Gottlob Frege                               | Begriffsschrift, 1879                                                                         |
| Giuseppe Peano                              | Calcolo geometrico, 1888                                                                      |
| Charles Sanders Peirce                      | zahlreiche Aufsätze ab 1867                                                                   |
| Ernst Schröder                              | Der Operationskreis des Logikkalkuls, 1877; Vorlesungen über die Algebra der Logik, 1890–1895 |
| David Hilbert                               | Grundlagen der Geometrie, 1903                                                                |
| Bertrand Russell und Alfred North Whitehead | Principia Mathematica, 1910–1913                                                              |
| Alfred Tarski                               | Der Wahrheitsbegriff in den formalisierten Sprachen, 1936                                     |
| Rudolf Carnap                               | Logische Syntax der Sprache, 1934                                                             |
| Kurt Gödel                                  | Über formal unentscheidbare Sätze der Principia Mathematica und verwandter Systeme I, 1931    |
| Gerhard Gentzen                             | Neue Fassung des Widerspruchsfreiheitsbeweises für die reine Zahlentheorie, 1938              |
| Saul Kripke                                 | Name und Notwendigkeit, 1972                                                                  |

Das aussagenlogische Fragment der „Principia Mathematica“ dient als Ausgangspunkt für die Entwicklung einer ganzen Reihe metalogischer Begriffe. In seiner Habilitationsschrift von 1918 zeigt Paul Bernays (aufbauend auf der Arbeit David Hilberts) Widerspruchsfreiheit, syntaktische und semantische Vollständigkeit und Entscheidbarkeit und untersucht die Unabhängigkeit der Axiome (wobei er feststellt, dass eines der Axiome tatsächlich abhängig, also überflüssig, ist).
Neben der axiomatischen Methode der „Principia“ werden weitere Kalkültypen entwickelt. 1934 präsentiert Gerhard Gentzen sein System des natürlichen Schließens und den Sequenzenkalkül. Hierauf aufbauend entwickelt Evert Willem Beth 1959 den Tableaukalkül. Wiederum an diesem orientiert sich Paul Lorenzen bei seiner Dialogischen Logik.
Die moderne Logik bringt außerdem die Entwicklung einer Semantik der Prädikatenlogik mit sich. Eine wichtige Vorarbeit hierzu stellt der berühmte Satz von Löwenheim-Skolem dar (zuerst bewiesen von Leopold Löwenheim im Jahr 1915, ein allgemeineres Resultat zeigt Albert Thoralf Skolem 1920). Kurt Gödel beweist 1929 die Vollständigkeit der Prädikatenlogik erster Stufe (→Gödelscher Vollständigkeitssatz), 1931 die Unvollständigkeit der Peano-Arithmetik (→Gödelscher Unvollständigkeitssatz). 1933 formuliert Alfred Tarski eine Wahrheitstheorie für die Prädikatenlogik.
Weitere wichtige Ereignisse in der Geschichte der modernen Logik sind die Entwicklung der Intuitionistischen Logik, der Modallogik, des Lambda-Kalküls, der Typentheorie sowie der Stufenlogik (Logik höherer Stufe). Ein wichtiger Trend in der modernen Logik ist auch die Entwicklung von Theorembeweisern (siehe auch Künstliche Intelligenz) sowie die Anwendung von Logik in der Informatik durch Formale Methoden.

## Logik in den außereuropäischen Philosophien
Es gibt außerhalb des westlichen Kulturkreises sehr alte Traditionen logischen Denkens, die auf denselben Grundgesetzen und Grundgedanken (Satz vom Widerspruch, Satz vom ausgeschlossenen Dritten, Logik als Lehre vom gültigen Schließen usw.) beruhen und unabhängig von der westlichen Tradition ein sehr hohes Niveau erreicht haben.

### Indien und Tibet
Nach einigen bis ins 7. Jahrhundert v. Chr. zurückreichenden Vorläufern bilden das Nyaya Sutra, das im 2. Jh. n. Chr. in endgültiger Form vorlag, und seine Kommentare den eigentlichen Anfang der indischen Logik. Zwischen 500 und 1300 wurde die Logik besonders von Mönchen des Mahayana-Buddhismus gepflegt, die eine eigene Scholastik entwickelten. Die bedeutendsten Logiker sind Vasubandhu (4. Jh.), Dignaga (ca. 480 – 540 n. Chr.) und Dharmakirti (7. Jh. n. Chr.), und die moderne Periode (ab 900 n. Chr.) dominierten Gangeśa (13. Jh. n. Chr.) und das Navya-Nyaya (Neues Nyaya, die „neue logische Schule“).

### China
Die chinesische Tradition der Logik beginnt im 5. Jh. v. Chr. mit Mozi, der die mohistische Logik begründete. Von den altchinesischen philosophischen Schulen der Neun Strömungen befasste sich dann besonders die aus dem Mohismus hervorgegangene Schule der Namen, etwa der Philosoph Hui Shi, mit logischen Fragen. Nach dem Eindringen des Buddhismus in China wurden im 7. Jahrhundert n. Chr. auch Schriften von Dignaga von Xuanzang und seinen Mitarbeitern ins Chinesische übersetzt. Insgesamt hat sich die Logik in der chinesischen Philosophie aber trotz der Anregungen aus Indien nicht so weit entwickelt wie in Europa, Indien und Japan.

### Japan
Aus der japanischen Rezeption des Buddhismus über chinesische und indische Quellen entwickelte sich im 8. Jahrhundert n. Chr., vor allem in der buddhistischen Scholastik (zumal in der Sanron-shū), eine hochdifferenzierte und qualitativ die indischen Vorgaben sogar übersteigende Tradition des Nachdenkens über Logik.

### Islamischer Raum
Die Logik im islamischen Raum hat ihre klassische Phase im Mittelalter. Sie wurde stark durch die aristotelische Logik beeinflusst und wirkte selbst wiederum auf die mittelalterliche europäische Logik zurück.
Während der Blütezeit des Islams baute Abū Yaʿqūb ibn Ishāq al-Kindī (latinisiert Alkindus, ca. 800–873) seine Philosophie zunächst auf der Mathematik auf. Al-Kindī ließ zahlreiche Werke von Aristoteles und anderen griechischen Philosophen durch Mitarbeiter, die zum Teil griechisch-christlicher Herkunft waren, übersetzen. Er gilt als erster großer Philosoph und Logiker des Islams und war einer der Begründer einer mathematischen Denkweise in der Philosophie. Weitere Hauptvertreter waren Abu Nasr al-Farabi (latinisiert Alpharabius oder Avenassarca, 870–950), Abū Alī al-Husain ibn Abd Allāh ibn Sīnā (genannt Avicenna, 980–1037) und Abū l-Walīd Muhammad ibn Ahmad Ibn Ruschd (latinisiert Averroes, 1126–1198).